# Braulio Leal
Braulio Antonio Leal Salvo (Santiago, Chile, 22 de noviembre de 1981) es un exfutbolista y actual entrenador chileno.
A lo largo de su carrera, tuvo pasos por clubes como Colo-Colo, Vitória de Portugal, Everton de Viña del Mar, Audax Italiano, Unión Española, O'Higgins de Rancagua y Deportes Iquique. Su último club fue Magallanes de la Primera B de Chile.

## Trayectoria

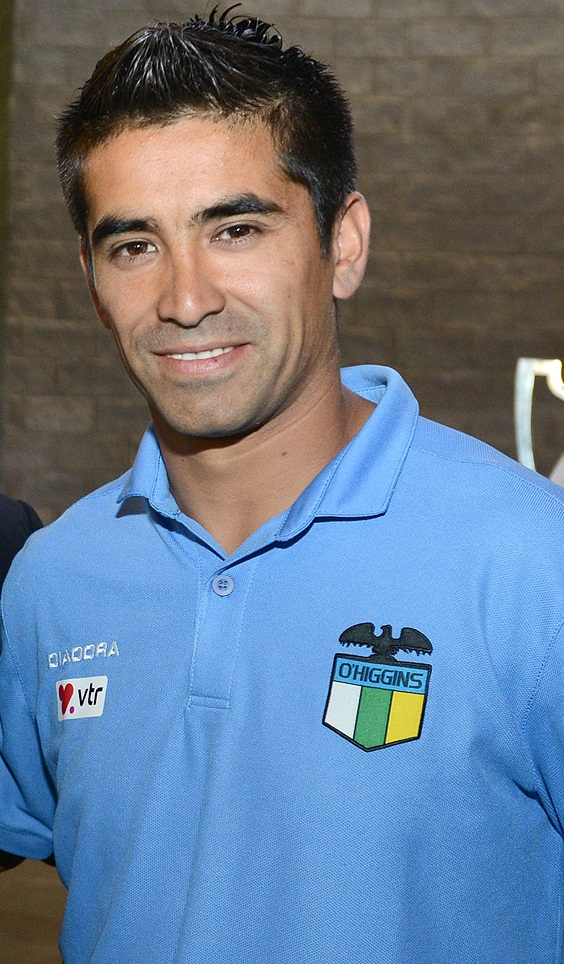
Leal con la vestimenta de O'Higgins en 2013

Leal comenzó su carrera futbolística en las divisiones inferiores de la Colo-Colo. Llega a la entidad alba a los 12 años destacando en cada una de las series del club, paralelo a ello realizaba notables actuaciones defensivas por las selecciones nacionales juveniles. De hecho ya el 2004 tuvo posibilidad de sobresalir en el Torneo Preolímpico Sudamericano Sub-23 de 2004, donde fue compañero de Jorge Valdivia, Mark González, Humberto Suazo, Johnny Herrera, Rodrigo Millar, Gonzalo Fierro entre otros. Debuta el 2000 con la camiseta alba donde estuvo hasta el año 2004. El 2002 logró el Torneo de Clausura con los albos.
A fines del 2004 parte a Portugal para jugar en el Vitória siendo esta su primera salida al extranjero, tuvo la posibilidad de jugar 25 partidos y marcar 4 goles. Al año siguiente retorna a Colo-Colo con el cual juega 39 partidos y marca 2 goles. Se mantuvo en el club hasta junio de 2006 y ganó el Torneo de Apertura 2006 con el adiestrador Claudio Borghi y con compañeros como Matías Fernández, Humberto Suazo, Arturo Vidal, Claudio Bravo aunque no tuvo la posibilidad de jugar muchos partidos ese año si era parte del plantel. Después queda libre y ficha por Everton de Viña del Mar para el Clausura 2006 y juega 15 partidos y marca 4 dianas.
Luego de su paso por el club de Viña del Mar llega a Audax Italiano para jugar el Torneo Apertura 2007, fue uno de los mejores jugadores y parte fundamental en el mediocampo junto a Carlos "Piña" Villanueva. También jugó la Copa Libertadores de América del año 2007, integrando el grupo 2 con Club Necaxa, Sao Paulo y Alianza Lima. En un hecho inédito, quedaron eliminados en esta fase pese a sumar 11 puntos. En el elenco itálico jugó 79 partidos y marcó 15 goles.
El 2009 parte a otro elenco de colonia esta vez a la Unión Española. En este equipo logró llegar a la final del Torneo de Apertura, siendo el máximo de su escuadra con 5 tantos en 15 partidos. Además, cabe destacar que Unión Española logró el primer lugar de la fase regular de dicho torneo, accediendo así a la Copa Sudamericana 2009. En dicha copa, Braulio no marcó tantos pero si jugó los partidos. En el torneo Clausura 2009 anotó 4 goles en 16 partidos. En 2011 jugó Copa Libertadores jugando 7 partidos y marcó 2 goles a Universidad Católica y a Vélez Sarsfield en el Estadio Santa Laura. El 2012 vuelve a jugar este torneo internacional, llegando a octavos de final, jugando 10 partidos y marcando un gol al Club Bolívar. En su periplo por la tienda hispana participó en 107 partidos y marcó 26 goles. Para fines de ese año no es tenido en cuenta junto a su compañero Gonzalo Barriga y parte a O'Higgins.
En O'Higgins llega para jugar el Torneo Transición 2013 con Eduardo Berizzo se convierte en uno de los referentes del equipo siendo capitán y con un mediocampo de lujo junto al paraguayo Rodrigo Rojas y el canterano celeste César Fuentes en aquel torneo jugó 15 partidos y marcó 2 goles, perdiendo una posibilidad de jugar la Copa Sudamericana 2013 en la última fecha con Unión La Calera siendo Cobreloa quien participa en el torneo. 
Para el Apertura 2013 fue todo diferente, realiza un gran torneo y logran la primera estrella para el conjunto rancagüino con jugadores como Paulo Garcés, Mariano Uglessich, Pablo Hernández y Pablo Calandria, llegando a la última fecha empatados con Universidad Católica en partido único en el Estadio Nacional derrotando 1-0 a los cruzados. Levantó el primer Huemul de Plata de la celeste junto a Roberto González y lo que permitió que el club volviera a Copa Libertadores después de 30 años. En el torneo internacional jugó 6 partidos y no marcó goles, fue expulsado en un partido contra el Club Cerro Porteño en el Estadio Monumental. Además debido al campeonato obtenido tuvo la oportunidad de jugar la Supercopa de Chile contra Deportes Iquique ganador de la Copa Chile, el partido se jugó en el Estadio San Carlos de Apoquindo empatando 1-1 y ganando 3-2 en lanzamientos penales. Levantando así el segundo torneo de O'Higgins. Después del torneo Clausura 2016 no renueva contrato y finaliza su estadía en el club celeste con el cual ganó dos títulos y participó en torneos nacionales y también referente y capitán del equipo.
El 17 de noviembre de 2021, por medio de su cuenta personal de Twitter, anuncia su retiro del fútbol profesional, manifestando su deseo de continuar ligado a la actividad como entrenador.

## Selección nacional

### Selección absoluta
El 22 de febrero de 2012, es nominado por Claudio Borghi a la Selección Chilena de Fútbol Profesional, tras un buen desempeño en el ámbito nacional e internacional con Unión Española. Tal así, que incluso pudo jugar algunos minutos en partidos amistosos y la Copa Kirin en Japón. En 2013 nuevamente es citado esta vez por Claudio Borghi incluso ingresó en un partido por las Eliminatorias para Brasil 2014 contra Bolivia en La Paz.

#### Participaciones en Clasificatorias a Copas del Mundo
| Eliminatorias             | País   | Resultado   | Posición | PJ |
| ------------------------- | ------ | ----------- | -------- | -- |
| Eliminatorias Brasil 2014 | Brasil | Clasificado | 3º       | 1  |

## Estadísticas

### Como jugador

#### Clubes
| Club                     | Div.          | Temporada     | Liga  | Liga  | Copas nacionales | Copas nacionales | Torneos internacionales | Torneos internacionales | Total | Total |
| Club                     | Div.          | Temporada     | Part. | Goles | Part.            | Goles            | Part.                   | Goles                   | Part. | Goles |
| ------------------------ | ------------- | ------------- | ----- | ----- | ---------------- | ---------------- | ----------------------- | ----------------------- | ----- | ----- |
| Colo-Colo · Chile        | 1.ª           | 2000-04       | 106   | 8     | —                | —                | 12                      | 0                       | 118   | 8     |
| Colo-Colo · Chile        | Total club    | Total club    | 106   | 8     | 0                | 0                | 12                      | 0                       | 118   | 8     |
| Vitória Portugal         | 1.ª           | 2004          | 5     | 1     | —                | —                | —                       | —                       | 5     | 1     |
| Vitória Portugal         | Total club    | Total club    | 5     | 1     | 0                | 0                | 0                       | 0                       | 5     | 1     |
| Colo-Colo · Chile        | 1.ª           | 2005-06       | 39    | 2     | —                | —                | —                       | —                       | 39    | 2     |
| Colo-Colo · Chile        | Total club    | Total club    | 39    | 2     | 0                | 0                | 0                       | 0                       | 39    | 2     |
| Everton · Chile          | 1.ª           | 2005-06       | 15    | 4     | —                | —                | —                       | —                       | 15    | 4     |
| Everton · Chile          | Total club    | Total club    | 15    | 4     | 0                | 0                | 0                       | 0                       | 15    | 4     |
| Audax Italiano · Chile   | 1.ª           | 2007-08       | 79    | 15    | —                | —                | 12                      | 0                       | 91    | 15    |
| Audax Italiano · Chile   | Total club    | Total club    | 79    | 15    | 0                | 0                | 12                      | 0                       | 91    | 15    |
| Unión Española · Chile   | 1.ª           | 2009-12       | 108   | 16    | 10               | 2                | 17                      | 3                       | 135   | 21    |
| Unión Española · Chile   | Total club    | Total club    | 108   | 16    | 10               | 2                | 17                      | 3                       | 135   | 21    |
| O'Higgins · Chile        | 1.ª           | 2013-16       | 104   | 9     | 23               | 4                | 4                       | 0                       | 131   | 13    |
| O'Higgins · Chile        | Total club    | Total club    | 104   | 9     | 23               | 4                | 4                       | 0                       | 131   | 13    |
| San Luis · Chile         | 1.ª           | 2016-18       | 45    | 2     | 8                | 0                | —                       | —                       | 53    | 2     |
| San Luis · Chile         | Total club    | Total club    | 45    | 2     | 8                | 0                | 0                       | 0                       | 53    | 2     |
| Deportes Iquique · Chile | 1.ª           | 2019          | 12    | 0     | —                | —                | —                       | —                       | 12    | 0     |
| Deportes Iquique · Chile | Total club    | Total club    | 12    | 0     | 0                | 0                | 0                       | 0                       | 12    | 0     |
| Magallanes · Chile       | 2.ª           | 2019-21       | 50    | 7     | 6                | 1                | —                       | —                       | 56    | 8     |
| Magallanes · Chile       | Total club    | Total club    | 50    | 7     | 6                | 1                | 0                       | 0                       | 56    | 8     |
| Total carrera            | Total carrera | Total carrera | 563   | 64    | 47               | 7                | 45                      | 3                       | 655   | 74    |
| 1. 2. 3.                 |               |               |       |       |                  |                  |                         |                         |       |       |

## Palmarés

### Campeonatos nacionales
| Título             | Club      | País  | Año    |
| ------------------ | --------- | ----- | ------ |
| Primera División   | Colo-Colo | Chile | 2002-C |
| Primera División   | Colo-Colo | Chile | 2006-A |
| Primera División   | O'Higgins | Chile | 2013-A |
| Supercopa de Chile | O'Higgins | Chile | 2014   |

### Distinciones individuales
| Distinción                   | Año  |
| ---------------------------- | ---- |
| Medalla Santa Cruz de Triana | 2014 |

| Predecesor: Luis Marín | Capitán de O'Higgins 2013 -2015 | Sucesor: Jorge Carranza |